# پوویزکو
پوویزکو (به لهستانی:  Powidzko) یک روستا در لهستان است که در گمینا ژمیگرود واقع شده‌است.